# Scotopteryx kurmanjiana
Scotopteryx kurmanjiana is een vlinder uit de familie van de spanners (Geometridae). De wetenschappelijke naam van de soort is voor het eerst geldig gepubliceerd in 2014 door Rajaei Sh & László.

## Type
- holotype: "male, 15-30.XI.1994, leg. Miatleuski J., genitalia slide no. LG 1747"
- instituut: ZSM, München, Duitsland
- typelocatie: "Turkmenistan, SW Kopetdagh, Garrygala env."